# فاسانثا كوندر
فاسانثا كوندر (مواليد 20 يوليو 1980) لاعب كريكت بحريني. لعب في عام 2013 في دوري الكريكيت العالمي للدرجة السادسة.

## روابط خارجية
- فاسانثا كوندر على موقع إي آس بي آن كريك إنفو (الإنجليزية)